# Cắt nhỏ Australia
Cắt nhỏ Úc hay Cắt nhỏ Australia (danh pháp hai phần: Falco longipennis) là một loài chim lá thuộc chi Cắt trong họ Falconidae. Loài này phân bố ở Úc.